# Virus coxsackie A
Sous-espèce
Le virus Coxsackie A est un virus cytolytique de la famille des Picornaviridae, c'est un entérovirus, groupe qui contient le poliovirus et l'echovirus.
On dénombre 23  virus Coxsackie A (Les types A1 à A22 et A24) , et 6 virus Coxsackie B  (les types B1 à B6) .

## Histoire
Les virus Coxsackie  ont été découverts en 1948-49 par Gilbert Dalldorf, un biologiste travaillant au département de la santé de l'État de New York, dans la ville d'Albany, au cours de recherches concernant la poliomyélite. 
C'est au cours des nombreuses recherches ultérieures sur ce virus qu'a été découvert l'Interféron et qu'on a pu isoler de nombreux virus de la famille des entérovirus.

## Pathologie
Chez l'homme, le virus Coxsackie A est responsable du syndrome bouche-main-pied, de l'herpangine et de l'acrodermatite papuleuse infantile de Gianotti-Crosti (virus Coxsackie A16).
On le retrouve aussi agent causal de méningites, de myocardites, de péricardites et de pleurésies.